# Tze'elim
Tze'elim (in ebraico צֶאֱלִים‎?) è un kibbutz del Distretto meridionale di Israele sito nel deserto del Negev e governato dal Consiglio regionale Eshkol.
Nei pressi dell'insediamento è situata la base militare di Tze'elim delle Forze di difesa israeliane, che dispone di un campo di addestramento per la guerra urbana.

## Storia

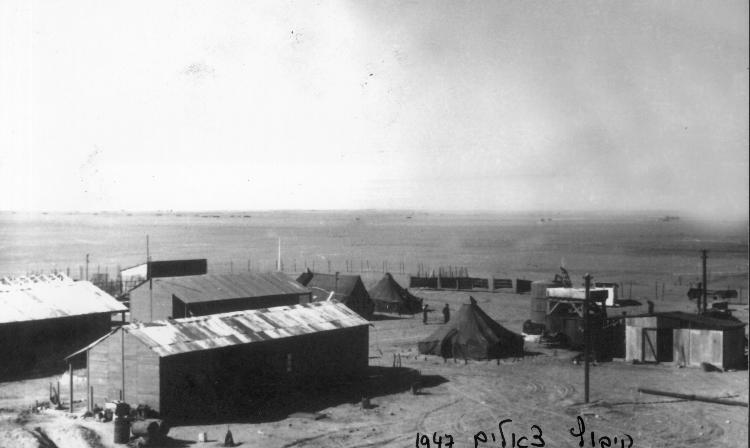
Tze'elim nel novembre 1947.

Il kibbutz è stato fondato nel gennaio 1947 da un gruppo di giovani ebrei provenienti dall'Europa orientale e dall'Africa settentrionale, tra cui diversi bambini di Selvino.